# Hieracium condylodes
Hieracium condylodes là một loài thực vật có hoa trong họ Cúc. Loài này được Brenner mô tả khoa học đầu tiên năm 1893.